# دمیتری سوتین
دمیتری سوتین (روسی: Дмитрий Иванович Саутин؛ زادهٔ ۱۵ مارس ۱۹۷۴) شیرجه‌رو اهل روسیه بود.
وی همچنین برندهٔ جوایزی همچون نشان دوستی شده‌است.
وی در مسابقات کشوری و بین‌المللی در مجموع برندهٔ ۱۹ مدال طلا، ۷ مدال نقره، ۹ مدال برنز شده‌است.